# 미셸 앙리
미셸 앙리(Michel Henry, 1922년 1월 10일 ~ 2002년 7월 3일)는 프랑스의 철학자이다. 20세기 후반의 주요 프랑스 철학자 중 하나로 꼽힌다.

## 생애
1922년 프랑스 식민지였던 베트남에서 태어났다. 
1929년 프랑스로 귀국해 앙리 4세 학교에 입학하였다. 
1942 - 1943년, 릴 대학에서 학위 논문 "스피노자의 행복" 을 제출했다. 그 후 지하로 잠입, 레지스탕스에 참가하였다. 
1948년 "신체의 철학과 현상학"를 썼다. (1965년 출판) 
1960 - 1982년 소르본대의 초빙을 거부했다. 몽펠리에 대학에서 교편을 잡고 계속 활동하였다. 
1963년 "나타남의 본질" 로 국가박사학위를 취득했다. 
1983년 일본으로 건너가 잠시 교편을 잡았다. 
2002년 알비에서 사망하였다.
그는 기본적으로 현상학자로, 독일 관념론 연구에서 출발하여 멘 드 비랑, 후설, 하이데거 등의 영향을 받으면서 '삶'과 '주관성'을 문제의 중심으로 독자적인 삶의 현상학을 구축하였다.
1976년, "마르크스주의는 마르크스에 대한 오해의 총집합이다" 라고 선언하고 자신의 마르크스 해석을 전개하였다. 레비나스와 함께 프랑스 철학 분야에서 중요한 역할을했지만 평생 고고한 타입의 철학자로 남프랑스에 머무르고, 만년은 기독교에 관심을 가졌다. 철학 저작 이외에 소설도 네 작품을 발표했다.

## 저작
- Le bonheur de Spinoza (1944)
  - "스피노자의 행복"

- L' essence de la manifestation (1963)
  - "나타남의 본질"(박사학위 논문)

- Philosophie et phenomenologie du corps : Essai sur l' ontologie biranienne (1965)
  - "신체의 철학과 현상학 : 멘 드 비랑의 존재론에 관한 시론"(박사학위 부논문)

- Marx 1 : Une philosophie de la realité (1976)
  - "마르크스 1 : 현실의 철학"

- Marx 2 : Une philosophie de l' économie (1976)
  - "마르크스 2 : 경제의 철학"

- Généalogie de la psychanalyse : Le commencement perdu (1985)
  - "정신분석의 계보 : 잃어버린 기원"

- La barbarie (1987)
  - "야만 : 과학주의의 독재와 문화의 위기"

- Voir l' invisible : Sur Kandinsky (1988)
  - "보이지 않는 것을 보다 : 칸딘스키에 대하여"

- Phenomenologie materielle (1990)
  - "질료 현상학 : 시간, 방법, 타자"

- Du communisme au capitalisme : Theorie d' une catastrophe (1990)
  - "공산주의에서 자본주의로 : 파국의 이론"

- C'est Moi la Verite (1996)
  - "나는 진리다"

- Incarnation : Une philosophie de la chair (2000)
  - "육화 : 살(Flesh)의 철학"

- Paroles du Christ (2002)
  - "그리스도의 말씀"

- Phenomenologie de la vie, volume 1 : De la phenomenologie (2003)
  - "생의 현상학 1 : 현상학에 대해"

- Phenomenologie de la vie, volume 2 : De la subjectivite (2003)
  - "생의 현상학 2 : 주관성에 대해"

- Phenomenologie de la vie, volume 3 : De l' art et du politique (2004)
  - "생의 현상학 3 : 예술과 정치에 대해"

- Phenomenologie de la vie, volume 4 : Sur l' éthique et la religion (2004)
  - "생의 현상학 4 : 윤리와 종교에 대해"

- Auto - donation (2002/2004)
  - "자기-증여"

- Entretiens (2005)
  - "대담"

- Le socialisme selon Marx (2008)
  - "마르크스에 따른 사회주의"